# Urban Camping

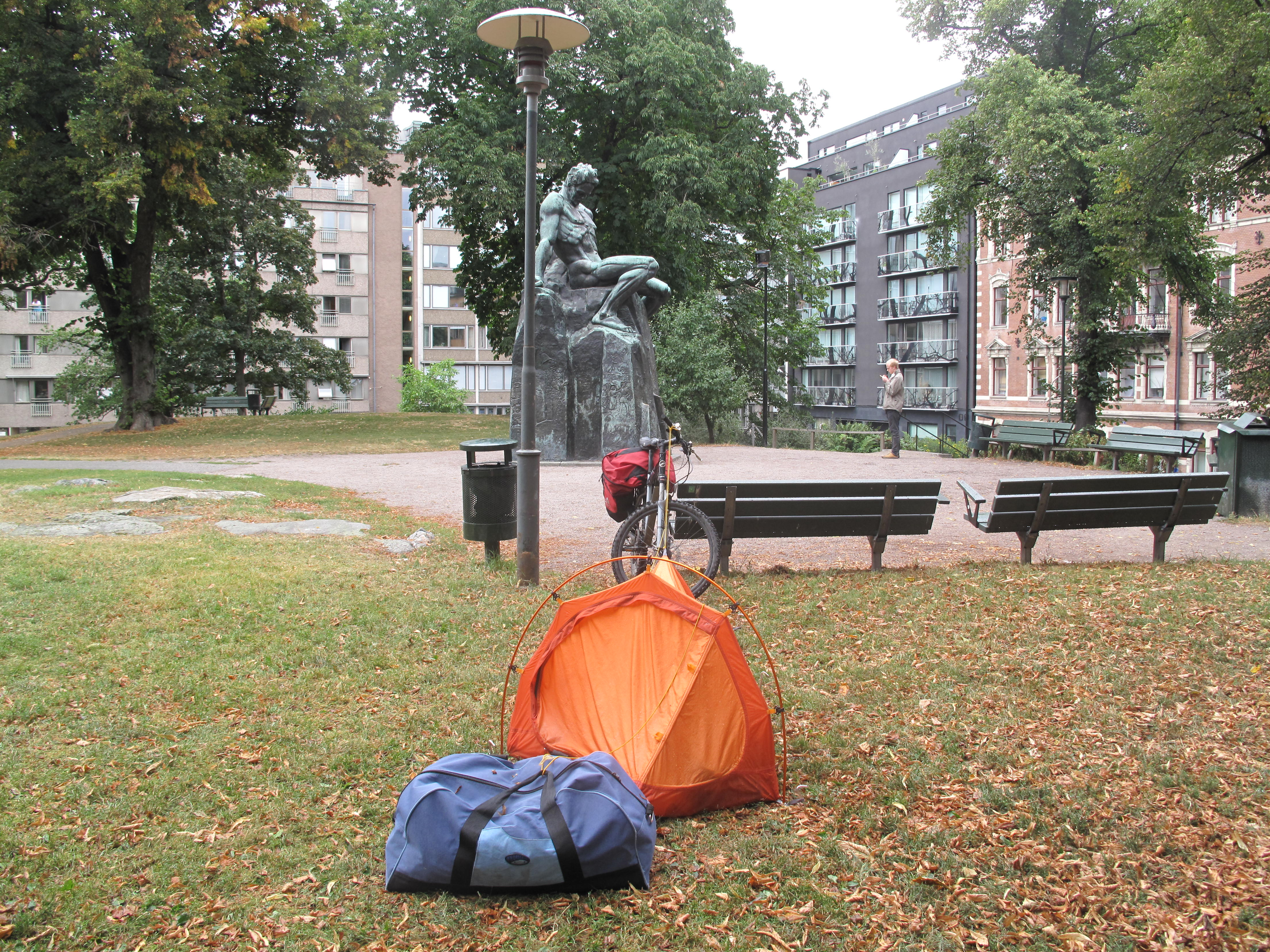
Urban Camping in einem Park in Stockholm, 2011

Urban Camping oder auch High Camping (engl.,  „städtisches Campen“) ist die Bezeichnung für einen modischen Trend, auf den Flachdächern von Häusern oder im öffentlichen Raum von Städten zu zelten. Bezeichnet wird diese Art zu zelten auch als stealth camping oder guerrilla camping, Begriffe, die den illegalen Aspekt von Urban Camping betonen. Probleme mit Polizei und Justiz bei Urban Camping können sich ergeben, wenn Eigentümer der Flachdächer oder Kommunen von ihrem Hausrecht Gebrauch machen.
Das Urban Camping ist durch ein Mitglied der CouchSurfing-Community entstanden, eine Onlinecommunity, deren Mitglieder sich gegenseitig Schlafplätze zur Verfügung stellen. Unter den Begriff fällt auch das Campen auf öffentlichen Plätzen und Bürgersteigen, beispielsweise um auf das Öffnen von Ticket-Schaltern bei bestimmten Veranstaltungen zu warten.